# Agraulomyrmex
Agraulomyrmex – rodzaj mrówek należący do podrodziny Formicinae, sklasyfikowany przez Prinsa w roku 1983.

## Gatunki
Rodzaj obejmuje 2 gatunki:
- Agraulomyrmex meridionalis Prins, 1983
- Agraulomyrmex wilsoni Prins, 1983